# アックアッペーザ
アックアッペーザ（イタリア語: Acquappesa）は、イタリア共和国カラブリア州コゼンツァ県にある、人口約1,900人の基礎自治体（コムーネ）。

## 地理

### 位置・広がり

#### 隣接コムーネ
隣接するコムーネは以下の通り。
- チェトラーロ
- ファニャーノ・カステッロ
- グアルディア・ピエモンテーゼ
- モングラッサーノ